# جوينيد
جوينيد (بالإنجليزية: Gwynedd)‏ هي مقاطعة في ويلز، تتشارك الحدود مع مقاطعة بوويز وكونوي ودينبيشير وأنجلسي فوق مضيق ميناي، و"Ceredigion" فوق نهر "Dyfi"، وتقع شبه جزيرة "Llŷn ذات المناظر الخلابة ومعظم منتزه Snowdonia الوطني في جوينيد، اما مدينة بانجور فهي الموطن لجامعة بانجور.
وتعد كمنطقة حكومية محلية ثاني أكبر منطقة في ويلز من حيث مساحة الأرض وأيضًا واحدة من أكثر المناطق كثافة سكانية، وغالبية سكانها يتحدثون الويلزية، ويشار أيضًا إلى كونها واحدة من مقاطعات ويلز المحفوظة، تغطي منطقتي الحكومة المحلية جوينيد وأنجلسي، سميت على اسم مملكة جويند القديمة ثقافيا وتاريخيا، يمكن أيضًا استخدام جوينيد في معظم أنحاء شمال ويلز، مثل المنطقة التي كانت تُراقب من قبل قوة الشرطة الإقليمية شمال ويلز، المساحة الحالية 2,548 كيلومترًا مربعًا (984 ميلًا مربعًا)، ويبلغ عدد سكانها 121,874 كما تم قياسه في تعداد 2011.

## أصول
في الماضي افترض المؤرخون مثل "J.E Lloyd" أن المصدر السلتي لكلمة جونيند يعني «مجموعة القبائل» نفس جذر الغرامة الأيرلندية والتي تعني «القبيلة»، علاوة على ذلك تم التعرف على وجود صلة بين الاسم و "Féni" الأيرلندي، وهو اسم عرقي مبكر للأيرلنديين أنفسهم، «رفقة الصيد والقتال، رفقة المحاربين تحت قيادة»، ربما يكون "u̯en- u̯enə" (السعي، الأمل، الرغبة) هو الجذر الهندو أوروبية، استقر الأيرلنديون في "NW" ويلز، وفي "Dyfed"، في نهاية العصر الروماني.
تمثل قرية فينيدوتيا الشكل اللاتيني، وفي قرية بينماكنو يوجد حجر تذكاري يعود لما قبل 500 عام الذي نقش عليه عبارة: "Cantiori Hic Iacit Venedotis"، احتفظ بريثونس بالاسم عندما تشكلت مملكة جوينيد في القرن الخامس، وظلت حتى غزو إدوارد الأول، ثم جاء إحياء هذا الاسم التاريخي عندما تشكلت المقاطعة الجديدة في عام 1974.

## تاريخ

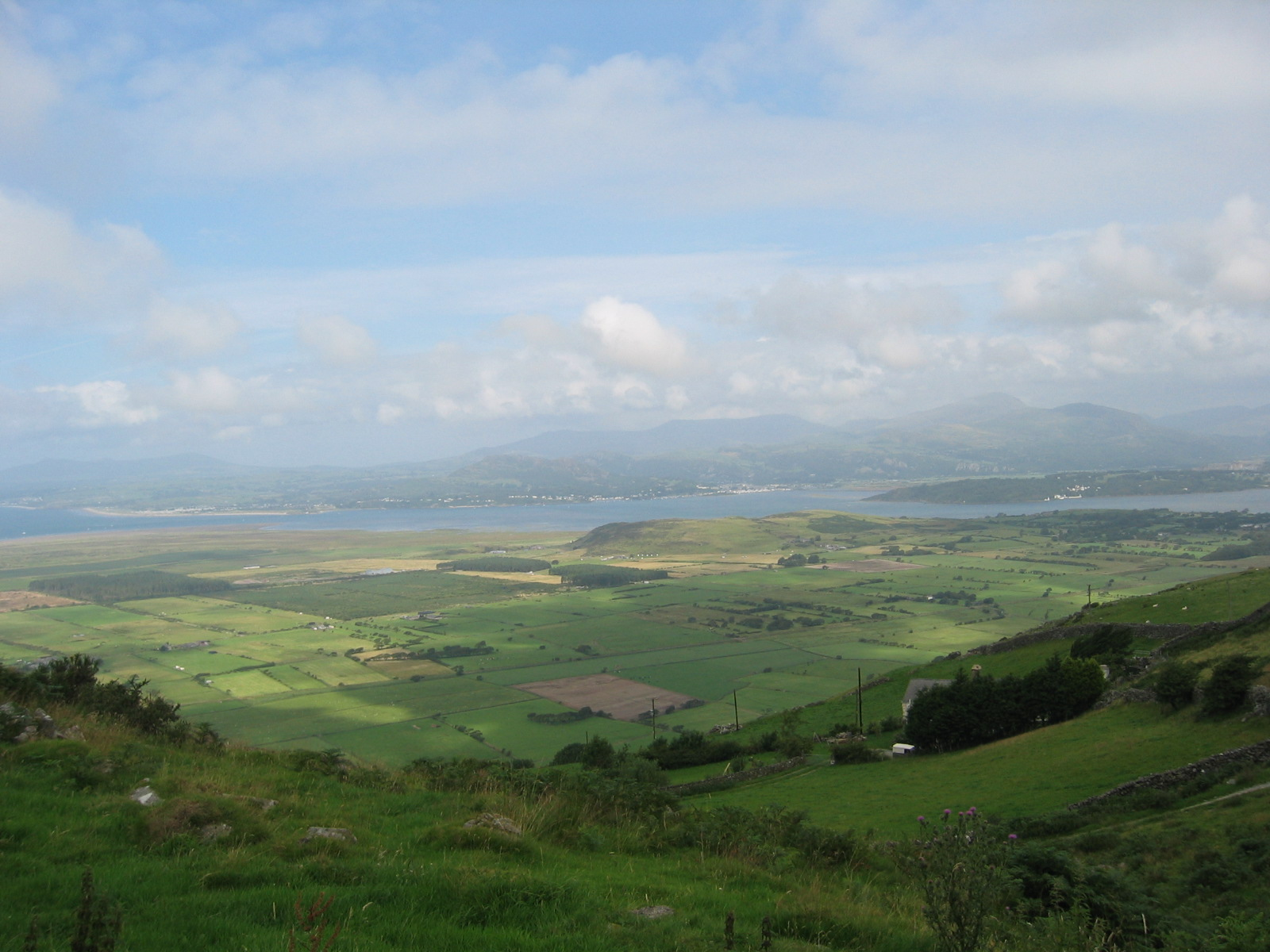
منظر لخليج تريمادوج.

كانت جوينيد مملكة مستقلة من نهاية الفترة الرومانية حتى القرن الثالث عشر، عندما غتزاها إنجلترا، كانت جوينيد الحديثة واحدة من ثماني مقاطعات ويلزية تم إنشاؤها في 1 أبريل 1974 بموجب قانون الحكومة المحلية لعام 1972، غطت مجمل المقاطعات التاريخية أنجلسي وكيرنارفونشاير، وكل من ميريونيثشاير وصرف النظر عن منطقة اديرنيون الريفية (التي ذهبت إلى مقاطعة كلويد)، وكذلك عدد قليل من رعايا دينبيغشاير: لانروست، لانزانتفريد غلان كونوي، إيجلويزباخ، لاندوغيد، لانروست وتير إيفان.

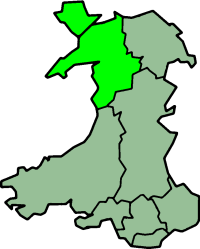
جوينيد كمقاطعة من 1974 إلى 1996 عندما شملت جزيرة انجليسي

تم تقسيم المقاطعة إلى خمس مناطق: أبيركونوي وأرفون ودويفور وميريونيد وأنجلسي، ألغى قانون الحكومة المحلية (ويلز) لعام 1994 مقاطعة عام 1974 (والمقاطعات الخمس) في 1 أبريل 1996، وتم تقسيم منطقتها حيث أصبحت جزيرة أنجلسي سلطة وحدوية مستقلة، وأبركونوي (التي تضم رعايا دنبيشير السابقة)، وتم تشكيل ما تبقى من المقاطعة باسم كارنارفونشاير وميريونيثشاير، لأنها تغطي معظم المقاطعتين التاريخيتين، وفي أحد إجراءاته الأولى، أعاد المجلس تسمية نفسه في 2 نيسان / أبريل 1996 كسلطة موحدة، ولم يعد للكيان الحديث أي مقاطعات لكن أرفون ودويفور وميريونيد ظلوا كلجان منطقة، تم الاحتفاظ بحدود ما قبل عام 1996 كمقاطعة محفوظة لعدد قليل من الأغراض مثل الملازم، وفي عام 2003 تم تعديل الحدود مع مقاطعقة كلويد لتتناسب مع حدود الحكومة المحلية الحديثة، بحيث تغطي المقاطعة المحفوظة الآن منطقتين حكوميتين محليتين هما جوينيد وانجليسي، اما مقاطعة كونوي فهي الآن بالكامل داخل كلويد.
تم تشكيل شرطة جوينيد في عام 1950 من خلال اندماج قوات انجيلسي وكارنارفونشايرو ميريونيثشاير، وحدثت عملية اندماج أخرى في الستينيات عندما تم دمج قوات جوينيد مع قوات مقاطعة فلينتشاير ودينبيشير، مع الاحتفاظ باسم جوينيد، وفي أحد مقترحات إصلاح الحكومة المحلية في ويلز، تم اقتراح جوينيد كاسم لسلطة محلية تغطي كل شمال ويلز، لكن المخطط كما تم سنه تقسيم هذه المنطقة بين جوينيد وكلويد، لمنع الارتباك، تم تغيير اسم شرطه جوينيد إلى شرطة شمال ويلز.
تم تشكيل منتزه سنودونيا الوطني في عام 1951، بعد إعادة تنظيم السلطة المحلية في عام 1974، وقعت الحديقة بالكامل داخل حدود جوينيد وتم إدارتها كقسم من مجلس مقاطعة جوينيد، وبعد إعادة تنظيم الحكومة المحلية عام 1996، وقع جزء من الحديقة تحت كونوي كاونتي بورو، وانفصلت إدارة المنتزه عن مجلس جوينيد، لا يزال مجلس جوينيد يعين تسعة من ثمانية عشر عضوًا في هيئة منتزه سنودونيا الوطنية؛ يعين مجلس مقاطعة كونوي بورو ثلاثة؛ وحكومة ويلز تعين الستة الباقين.

## اقتصاد
المقاطعة لديها اقتصاد مختلط، يعتمد جزء مهم من الاقتصاد على السياحة حيث ينجذب الكثير من الزوار إلى العديد من الشواطئ والجبال، يقع جزء كبير من المحافظة داخل منتزه سنودونيا الوطني الذي يمتد من الساحل الشمالي نزولاً إلى منطقة ميريونيد في الجنوب، لكن السياحة توفر فرص عمل موسمية وبالتالي هناك نقص في الوظائف في الشتاء، اما الزراعة فهي تعتبر أقل أهمية مما كانت عليه في الماضي، خاصة من حيث عدد الأشخاص الذين يكسبون رزقهم من الأرض، لكنها تظل عنصرًا مهمًا في الاقتصاد.
أهم الصناعات التقليدية هي صناعة الأردواز، ولكن في هذه الأيام نسبة صغيرة فقط من العمال يكسبون رزقهم في محاجر الإردواز، تشمل الصناعات التي تطورت مؤخرًا استوديوهات التلفزيون والصوت مثل شركة التسجيلات "Sain" لها مقرها الرئيسي في المقاطعة، ويعد قطاع التعليم أيضًا مهمًا جدًا للاقتصاد المحلي، بما في ذلك جامعة بانجور وكليات التعليم الإضافي، وكوليج ميريون دويفور وكوليج ميناي، وكلاهما الآن جزء من "Grŵp Llandrillo Menai".

## المتحدثون الويلزيين

نسبة المستجيبين في تعداد 2011 الذين قالوا إنهم يستطيعون التحدث باللغة الويلزية.

تمتلك جوينيد أعلى نسبة من الأشخاص في ويلز الذين يمكنهم التحدث باللغة الويلزية، وفقًا لتعداد عام 2011 ذكر ان 65.4٪ ممن هم في سن الثالثة وما فوق أنهم يستطيعون التحدث باللغة الويلزية، تشير التقديرات إلى أن 83٪ من الناطقين باللغة الويلزية يتحدثون بطلاقة، وهي أعلى نسبة من جميع المقاطعات في ويلز، تقع أعلى النسب المئوية للمتحدثين الويلزيين في جوينيد ضمن الفئة العمرية 5-15، حيث صرح 92.3٪ من هؤلاء الأشخاص بأنهم يستطيعون التحدث باللغة الويلزية.
انخفضت نسبة المتحدثين الويلزيين في جوينيد بين عامي 1991 و 2001 من 72.1٪ إلى 68.7٪، على الرغم من أن نسبة المتحدثين الويلزيين في ويلز ككل ارتفعت خلال ذلك العقد إلى 20.5٪، يقدّر المسح السكاني السنوي الذي أجري في عام 2018 أن 76.8٪ من سكان جوينيد الذين تبلغ أعمارهم ثلاث سنوات وما فوق يمكنهم التحدث باللغة الويلزية.

## مشاهير
- واين هينيسي، لاعب كرة قدم، حارس مرمى منتخب ويلز
- تي إي لورانس، مصدر إلهام فيلم لورنس العرب
- ديفيد لويد جورج، رجل دولة ورئيس الوزراء السابق للمملكة المتحدة، ولد في مانشستر لكنه عاش في "Llanystumdwy"منذ الطفولة
- أوين فون ويليامز، لاعب كرة قدم
- إيلين ففلور، مغنية
- دافي، مغني وكاتب أغاني الروح
- تشيكو سليماني، من شهرة "X Factor"، أقام لفترة قصيرة في "Llanystumdwy"
- السير برين تيرفيل، مغني الأوبرا
- جوين هيوز جونز، مغنية الأوبرا ولدت في لانبديرغوش
- هيد وين، وهو شاعر من قرية تراوسفينيد
- برين فون، المغني والممثل الويلزي الشهير
- كابتن المجموعة ليزلي بونيت، ضابط سلاح الجو الملكي البريطاني، كاتب ومنشئ البط الويلزي هارليكوين؛ وزوجته جوان هت، فنانة
- السير كلوف ويليامز إليس، مهندس بورتميريون
- شاسا، القرص الفارس (الشخص الذي يلعب الموسيقى المسجلة للجمهور)
- السير ديف برايلسفورد، مدرب دراجات
- إدوارد الثاني، ولد في جويند